# Tripice
Tripice (dolazi iz Francuskog jezika tripe) su jelo koje se spravlja od očišćenih želudaca različitih životinja. Na području Hrvatske i susjednih zemalja, postoje i drugi nazivi kao što su: fileki (od njemačkog Flecken), dropci, tripe, škembići (od turskog işkembe), burag, vampi.

## Glavni sastojak

### Goveđe tripice
Prve tri komore goveđeg želudca: burag, kapura i knjižavac se najčešće koriste za pripremu tripica. Zadnji dio goveđeg želudca - sirište se vrlo rijetko koristi zbog svoje strukture u kojoj prevladava žlijezdana sluznica.

### Janjeće tripice
Osim, naravno narezanog želudca, janjeće tripice često sadrže i nešto janjećih crijeva i krvi.

### Ostale životinje
Tripice se također spravljaju od želudaca koza, svinja, jelena, tuna, grdobina.

### Neisprane tripice
Tripice s kojih nisu dokraja isprani ostatci životinjske utrobe, još se nazivaju i zelene ili nezrele tripice. Miris takvih tripica je neprijatan ljudima, ali psima i mačkama je upravo suprotno, zbog čega su popularne kao hrana za kućne ljubimce. Kao ljudska hrana, tripice mogu ovisno o ukusu i vještini kuhara imati male tragove ostataka utrobe, što daje posebnu aromu jelu. Kakav god bio ukus kuhara, udio želudčanih ostataka će biti višestruko manji nego kod zelenih tripica korištenih kod životinjske hrane.

## Spravljanje jela
Tripice se pripremaju u mnogim krajevima svijeta na vrlo raznolike načine. Svim receptima, zajednička je prva faza obrade sirovog želudca, a to je čišćenje od ostataka utrobe kuhanjem. Za spremanje kobasica, očišćene tripice se sjeckaju na manje, a za spremanje kuhanih i jušnih jela, na veće komade (trake). U nekim jelima koristi se čitavi očišćeni želudac, kao kod bosanskog jela "bumbar", gdje se želudac puni ostalim goveđim iznutricama. U nekim jelima kao što su brački vitalac, filipinski Kare-kare i kineski Fuqi feipian, tripice čine tek manji udio među ostalim sastojcima, najčešće raznim drugim iznutricama.

## Tripice u Hrvata
Nekada popularno jelo težaka, radnika, ali i sladokusaca iz raznih društvenih slojeva, danas je u Hrvatskoj pomalo zaboravljeno jelo u kojem se uživa tek u relativno rijetkim prilikama. Na hrvatskom tlu je poznato od davnina, a vitalac vuče korijene još iz vremena prisustva starih Grka. 
Priprema se u pravilu kuhanjem narezanih komada zajedno s ostalim namirnicama u vodi, sve dok se ne dobije jelo nalik na gustu juhu ili gulaš. Ostali sastojci variraju kako od područja do područja, tako i od kuhara do kuhara, no na ovom podneblju, luk i slanina (špek) odnosno panceta su neizostavni dodatci. Najčešće se pripremaju juneće ili goveđe tripice. U Zagori i primorju cijenjene su janjeće tripice. Vrlo rijetko, tek u ponekim primorskim ribarskim mjestima mogu još kušati i tripice od tune ili grdobine.

## Vanjske poveznice
|  | Zajednički poslužitelj ima stranicu o temi Tripice    |
|  | Zajednički poslužitelj ima još gradiva o temi Tripice |

- Veljko Barbieri piše o tripicama o kojima se ne govori